# Morti nel 1195
| Questa pagina contiene informazioni ricavate automaticamente dalle voci biografiche con l'ausilio del template Bio e di un bot. L'aggiornamento è periodico e automatico e ricostruisce completamente la pagina. Se manca una persona in questa lista, sei pregato di non aggiungerla, ma accertati piuttosto che la sua voce biografica contenga il template Bio e che i dati anagrafici siano correttamente compilati. Se il template Bio manca, inseriscilo tu stesso o, in alternativa, metti l'avviso {{tmp\|Bio}} che ne segnala la mancanza. Se i dati riportati sono sbagliati, correggi direttamente la voce biografica; le modifiche saranno visibili in questa lista entro pochi giorni. Per chiarimenti vedi il progetto biografie. La lista contiene solo le 20 persone che sono citate nell'enciclopedia e per le quali è stato implementato correttamente il template Bio. Pagina aggiornata al 18 ago 2025. |

- 3 marzo - Ugo Puiset, vescovo cattolico francese
- 25 luglio - Guglielmo I di Ginevra, nobile franco
- 25 luglio - Herrad von Landsberg, badessa e scrittrice tedesca
- 6 agosto - Enrico il Leone, duca tedesco (n. 1129)
- 7 agosto - Richard Palmer, arcivescovo cattolico inglese
- 16 agosto - Milone da Cardano, arcivescovo cattolico italiano
- 13 ottobre - Gualdim Pais, cavaliere medievale portoghese (n. 1118)
- 8 novembre - Corrado Hohenstaufen, nobile tedesco
- 10 novembre - Giovanni Griffi, vescovo cattolico italiano
- 17 dicembre - Baldovino V di Hainaut, conte (n. 1150)
- Agnese di Rochlitz, nobile tedesca
- Ildebrandino Novello, nobile italiano
- Guillem de Berguedà, trovatore spagnolo
- Bernart de Ventadorn, trovatore, poeta e compositore francese (n. 1135)
- Bertoldo di Calabria, santo francese
- Giovanni Cantacuzeno, generale bizantino
- Guglielmo IX d'Alvernia, conte
- Rhodri ab Owain Gwynedd, sovrano (n. 1135)
- Torello Torelli, nobile e politico italiano
- Alberto I di Meißen, nobile tedesco (n. 1158)